# M1 ABV
M1 ABVは、アメリカ海兵隊およびアメリカ陸軍で運用されている戦闘工兵車である。ABVは、「Assault Breacher Vehicle」の略で、直訳すれば突撃啓開車両である。ブリーチャー（切り開く者）やティーンエイジ・ミュータント・ニンジャ・タートルズの登場人物であるシュレッダーの渾名がつけられている。2010年、ターリバーンの侵攻に対するアフガニスタン紛争において、アフガニスタン南部ではモシュタラク作戦が行われた。この作戦にはISAF-Afghanが投入され、参加したアメリカ海兵隊はABVを初めて広汎に投入した。
なお、ABVを先に導入したアメリカ海兵隊では基本的に"Mナンバー"を使用しない為、この車両は単にABV、あるいはM1 ABVと呼ばれていたが、アメリカ陸軍はこの車両を採用した際、M1150の形式番号を与えている。

## 設計と用途
ABVは全装軌式の装甲戦闘車両/戦闘工兵車であり、地雷原を除去して兵員および車両の進入路を啓開する。また、路肩爆弾や即席爆発装置の処理にも用いられる。
車重72t、全長12mの本車はM1エイブラムス戦車を基礎としており、動力には1,500馬力のエンジンが用いられる。また50口径の重機関銃で武装し、3,175kg程度の爆発物を携行する。車体前面には幅4.5mの鋤が取り付けられ、金属製の支持架で地表付近に保持されている。ABVはまた、M58 MICLIC地雷除去導爆線を装備している。これは、ロケットでC-4爆薬を最高100ないし150ヤード前方へ曳航し、安全な距離から隠蔽された爆発物を起爆させる。これにより、兵員と車両が安全に通過できるようになる。

1990年代にはアメリカ陸軍でも同種の車両"M1 グリズリー"の開発を進めていたが、最終的にはこの主の用途のための複雑で保守に手間のかかる車両を開発し続けることはできないと決定し、2001年にはグリズリー開発計画が中止され、開発された試作車両が量産されることはなかった。しかし、海兵隊はこの車両を諦めず、自主開発と試験のために資金を提供していた。ABVの最終的なモデルは、ジェネラル・ダイナミクスで製造されるM1A1 エイブラムス主力戦車用の車体上部に本体部分を構築したものである。イギリスのピアソン・エンジニアリング社では、特別に設計された鋤と他の地雷除去用具を供給した。
2021年4月、米国務省はオーストラリアへのM1150車両29台の売却を承認し、オーストラリア陸軍が運用することになった。 第一バッチは2025年に納入され、主に第3旅団第3戦闘工兵連隊で運用されている。

## 運用史

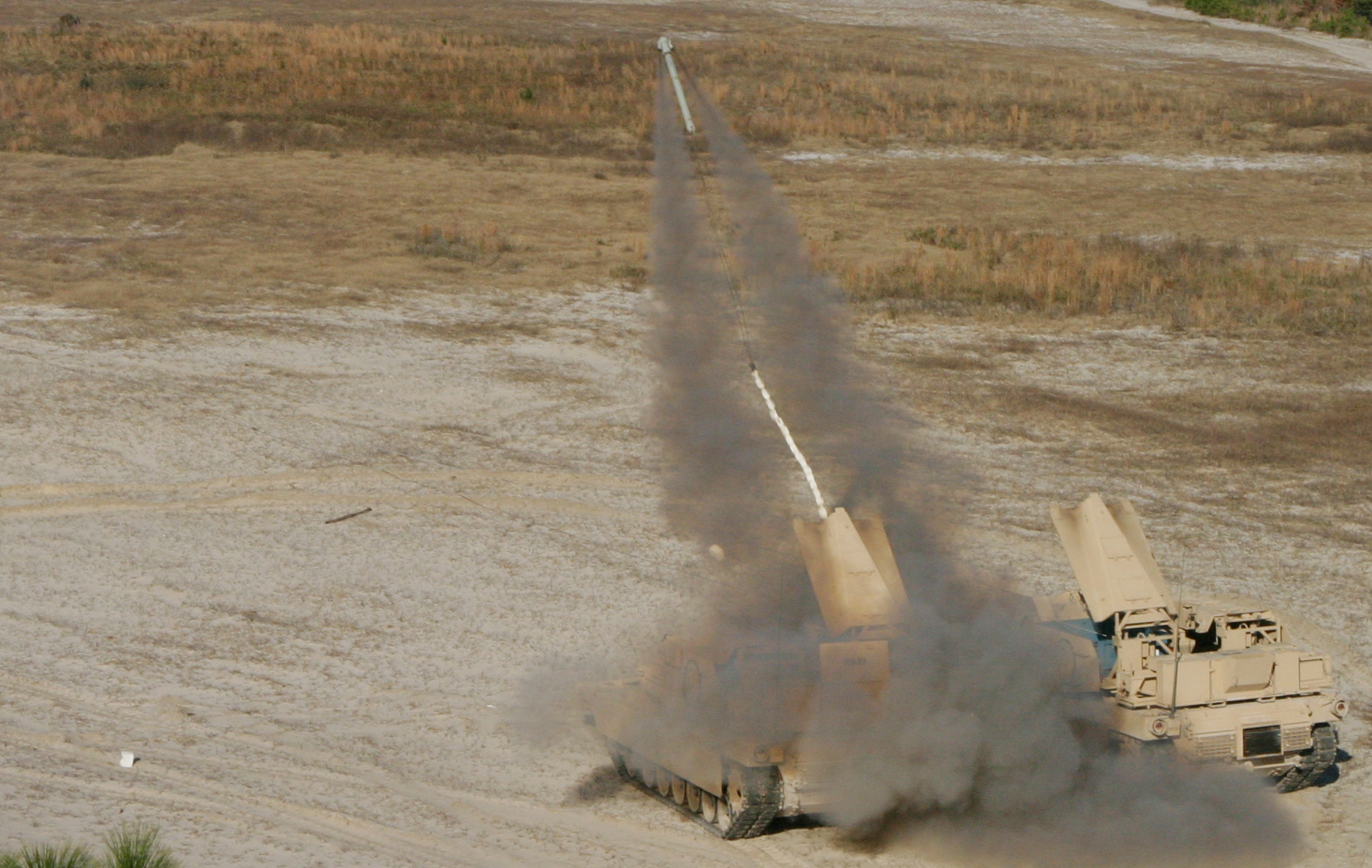
海兵隊の第2戦闘工兵大隊で使用されるABV。導爆線を射出している

ヘルマンド州でコブラの怒り作戦が展開された際、海兵隊の侵攻目標は首都カーブルの南西610kmにあるターリバーン根拠地、マルジャだった。これは、2010年2月に攻撃される予定となっていた。この途上の2009年12月3日朝、ターリバーン根拠地であるナウザド内に海兵隊が進出し、この時M1 ABVは初めて戦闘に投入された。
2010年2月11日、2両のM1 ABVが"Sistani"外縁の砂漠地帯に導爆線を射出した。これは、モシュタラク作戦の直前に敵の脱出路を切断する時、ターリバーンの防御力を測るために行われた。
2010年2月13日、この日は作戦初日であったが、米海兵隊第2戦闘工兵大隊のM1 ABVは、ターリバーンにより敷設されたマルジャ周辺のいくつかの地雷原に対し、掘削による地雷の捜索と爆破を行い、安全な通路を開くことに成功した。
2009年12月のレポートによれば、当時5両のM1 ABVがアフガニスタンに存在した。また、米海兵隊では、2012年に52両を配備する計画があると述べ、このうち34両が既に生産されたとした。アメリカ陸軍では187両を発注したと言及している。
アメリカ陸軍では本車に M1150 の形式番号を与えて運用を行っている。海兵隊仕様と陸軍仕様の差異について詳細は不明であるが、公表されている写真に基づけば、海兵隊仕様と陸軍仕様ではターレット両側面上部に装備されたスモークディスチャージャーの形状が異なっている事が外観上確認出来る（これは、元になった戦車型のM1エイブラムスの陸軍仕様と海兵隊仕様の差異と同様である。）また、陸軍の車両はターレット前面の爆発反応装甲を取り外している例が多い様である。
2013年8月までに、アメリカ陸軍第2歩兵師団が6両のM1150 ABVを朝鮮半島に配備した事が報じられた。ABVは半島有事の際には、必要に応じ非武装地帯に敷設された地雷原を突破できる装備であると考えられるが、これ以前にMRAP車両が朝鮮半島に配備された際とは異なり、ABVの配備に対して北朝鮮当局が非難声明等を発した事実は確認されていない。

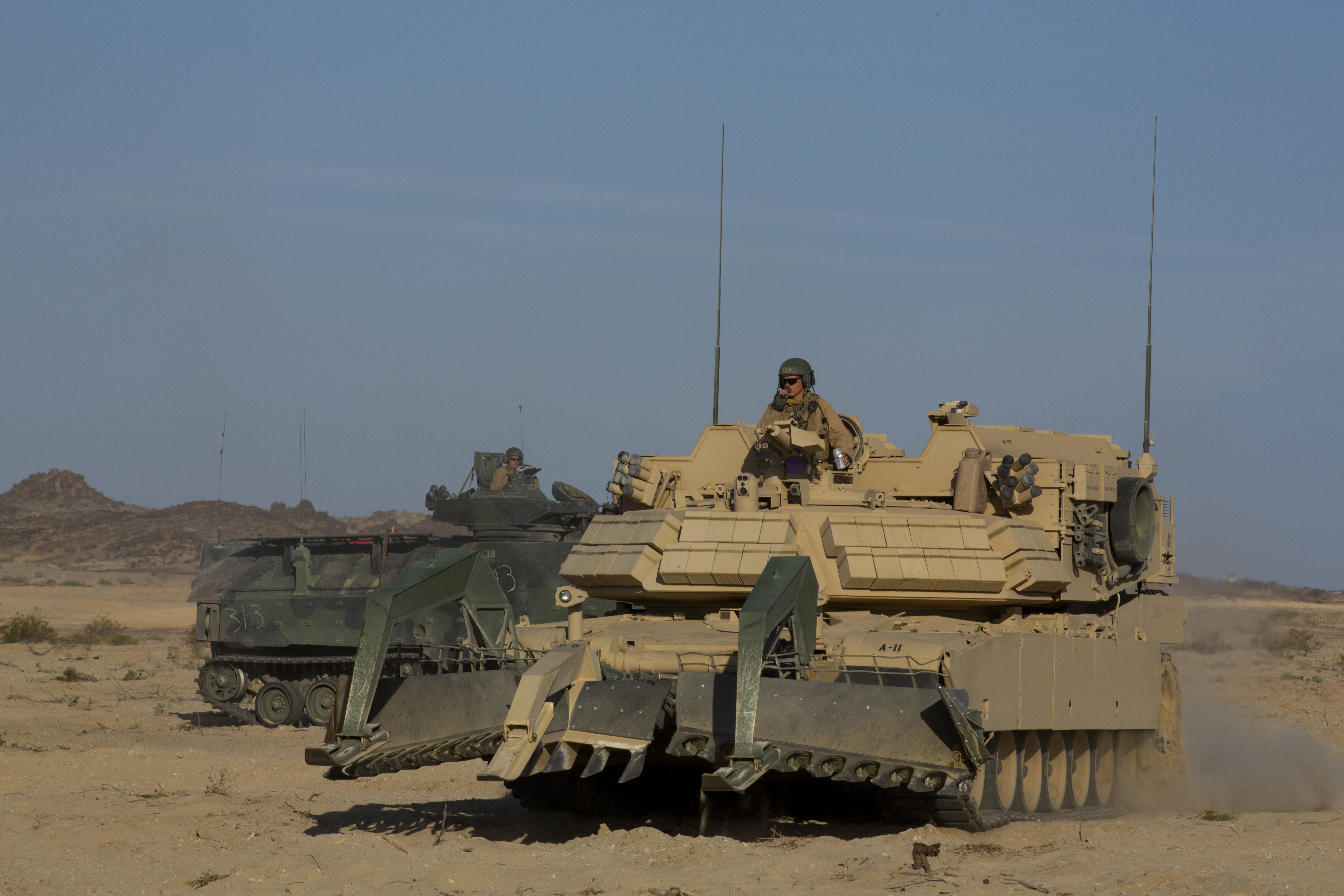
アメリカ海兵隊のABV
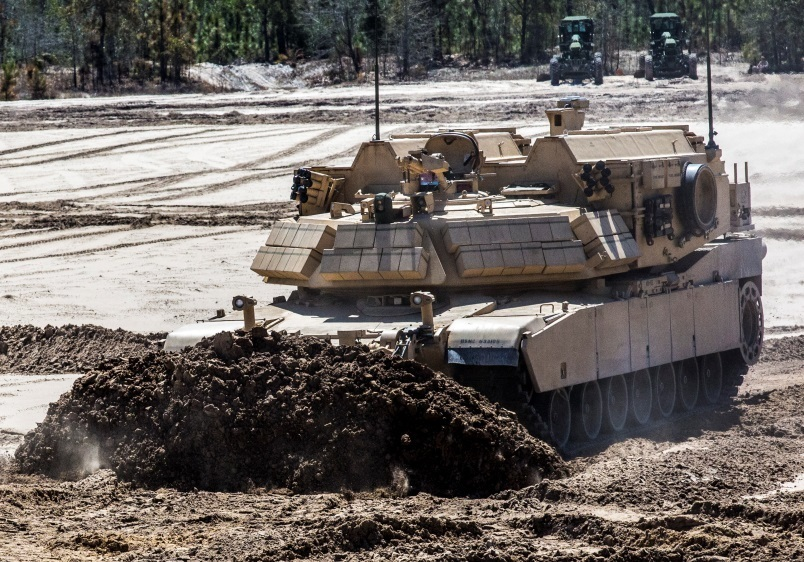
アメリカ海兵隊のABV
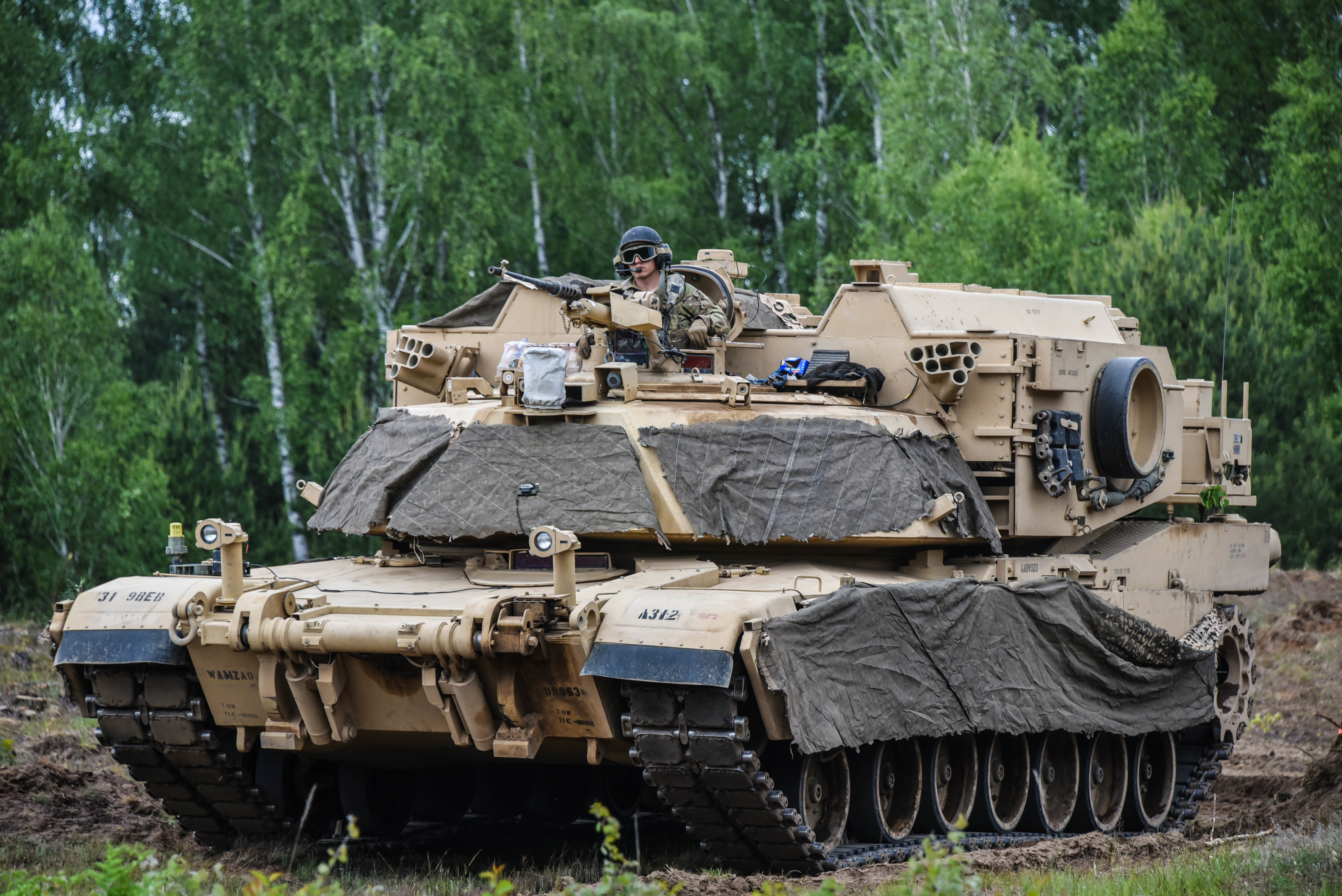
アメリカ陸軍のM1150 ABV
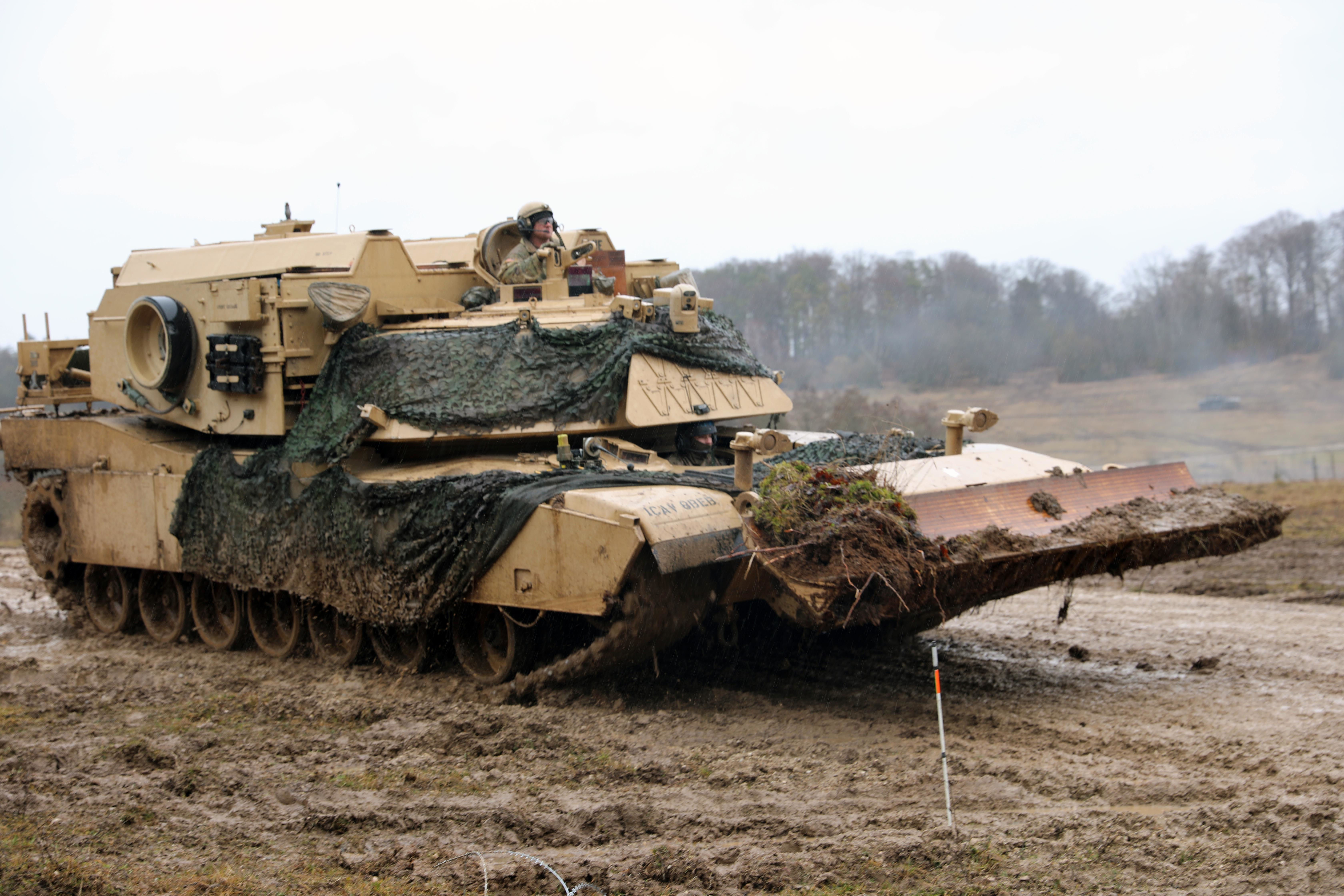
アメリカ陸軍のM1150 ABV
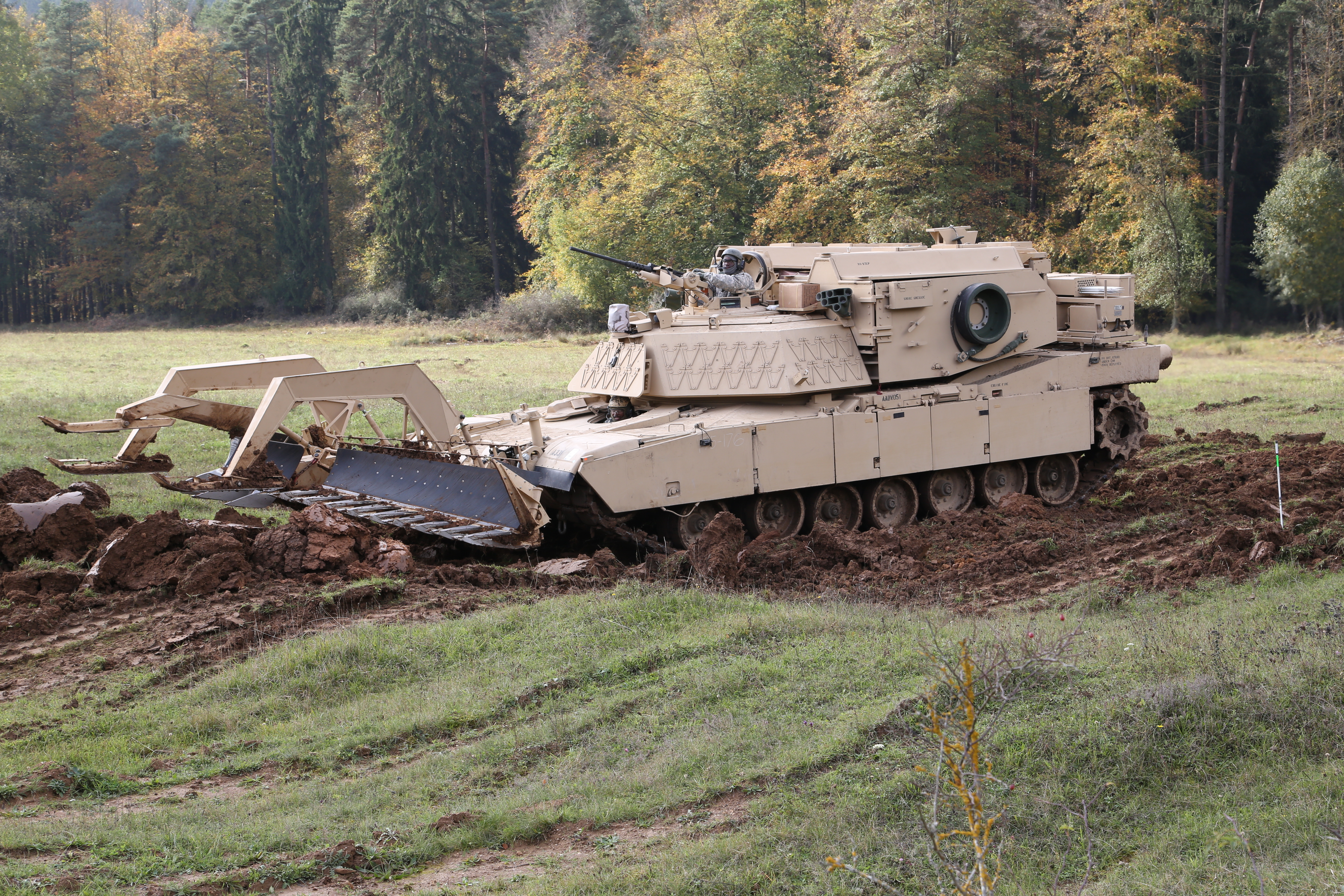
アメリカ陸軍のM1150 ABV

2023年11月、ウクライナの「ロケット軍と砲兵の日」と「工兵の日」を記念する式典で、M1150がウクライナで公開された。 
2024年2月22日、ウクライナのアウディーイウカでM1150が初めて戦闘中に失われた。3月3日、アウディーイウカのベルディチ村付近で、別のM1150が戦闘中に失われたことが映像により確認された。

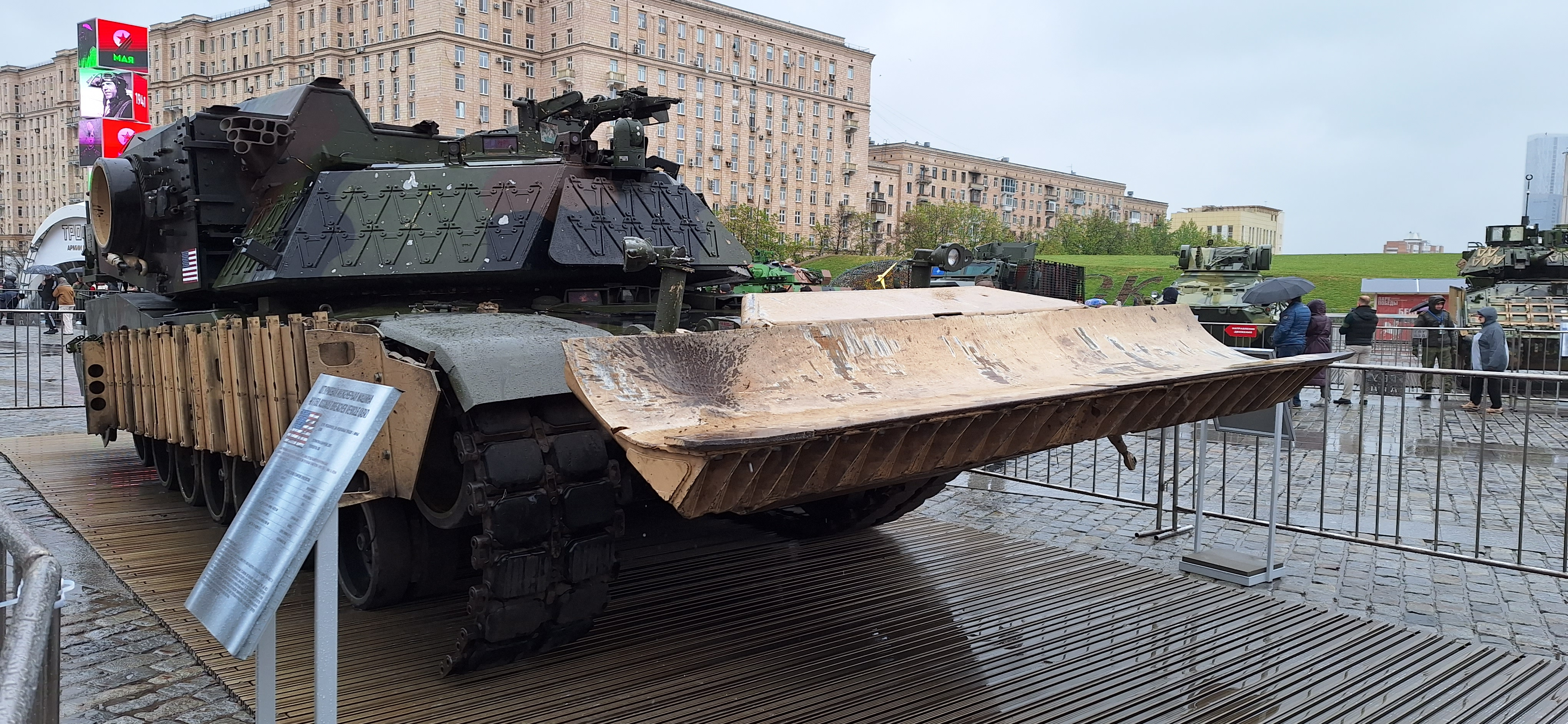
ロシア軍によって鹵獲されたウクライナ軍のM1150 ABV
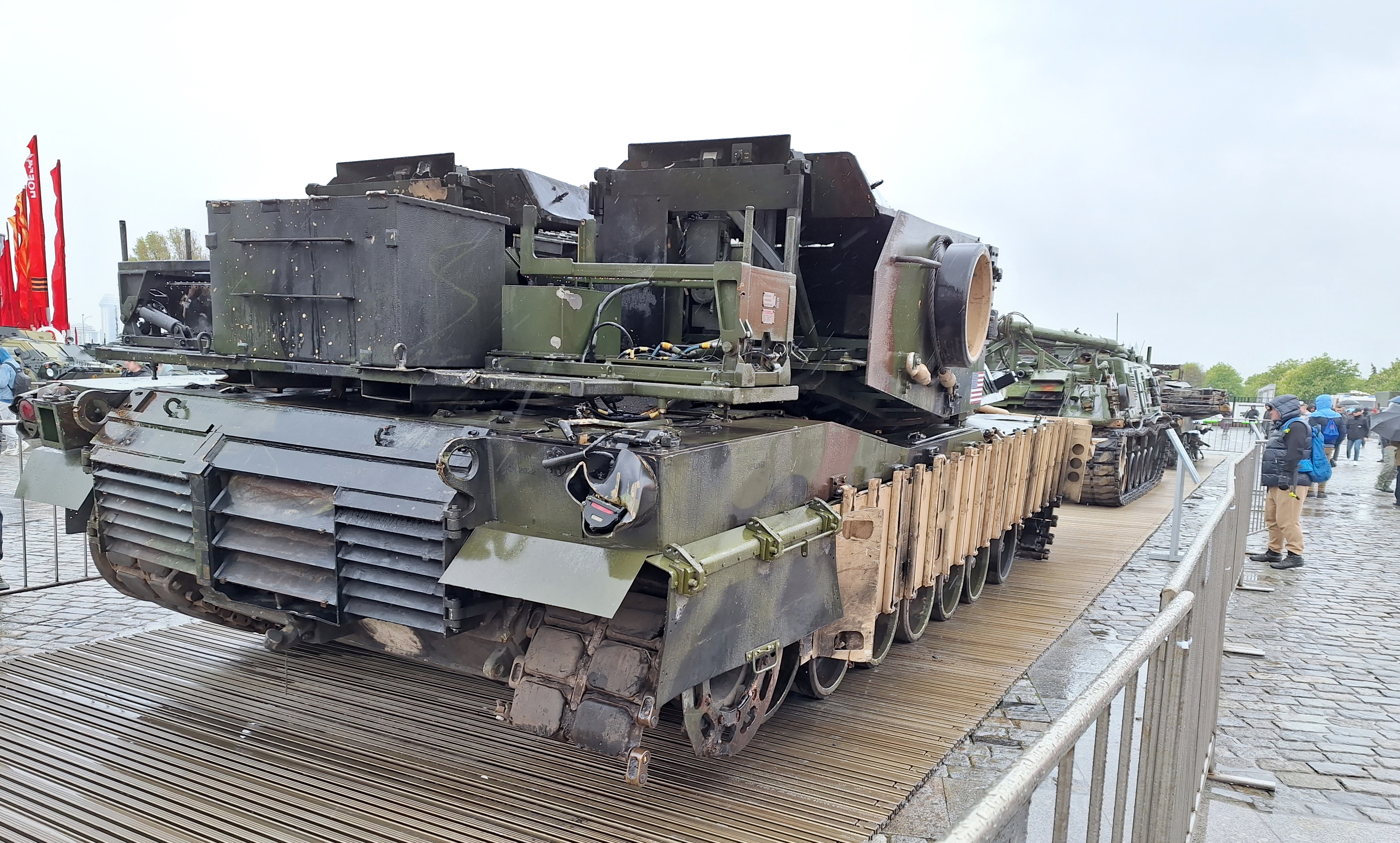
ウクライナに供与されたM1150には、M1エイブラムス TUSK I相当の車体側面増加装甲が装着されている